# Kościół Wszystkich Świętych w Dąbrowie Tarnowskiej
Kościół pw. Wszystkich Świętych w Dąbrowie Tarnowskiej − drewniana, barokowa świątynia konstrukcji zrębowej, zbudowana w 1771 roku z fundacji kanonika krakowskiego Kajetana Potockiego. Rozmiary i układ przestrzenny obiektu są przykładem przenoszenia wzorów monumentalnej architektury murowanej na drewnianą. Leży w dzielnicy Podkościele (dawniej samodzielnej wsi).
Budynek został wpisany do rejestru zabytków nieruchomych województwa małopolskiego i jest
jednym z największych kościołów drewnianych w Polsce. Świątynia znajduje się na szlaku architektury drewnianej województwa małopolskiego.

## Architektura
Trzynawowy kościół w typie bazylikowym, z parą kaplic o charakterze transeptu i trójbocznie zamkniętym prezbiterium powstał na miejscu wcześniejszych świątyń, pierwszej wzmiankowanej w 1430 roku i kolejnej z XVII wieku. Prezbiterium i nawa główna przykryte są dwuspadowym dachem pokrytym blachą z wieloboczną wieżyczką na sygnaturkę z latarnią.
Ściany wnętrza pokryte są polichromią figuralną i ornamentalną z XIX wieku, nawiązującą do tradycji późnego baroku. Prezbiterium oddziela od nawy głównej spłaszczony łuk tęczowy z profilowaną belką z krucyfiksem z XVIII wieku. Większość wyposażenia wnętrza kościoła reprezentuje styl rokokowy, uzupełniony późnogotyckim krucyfiksem z końca XV wieku. W ołtarzu głównym wisi obraz Matki Boskiej z Dzieciątkiem w metalowych sukienkach.

## Galeria

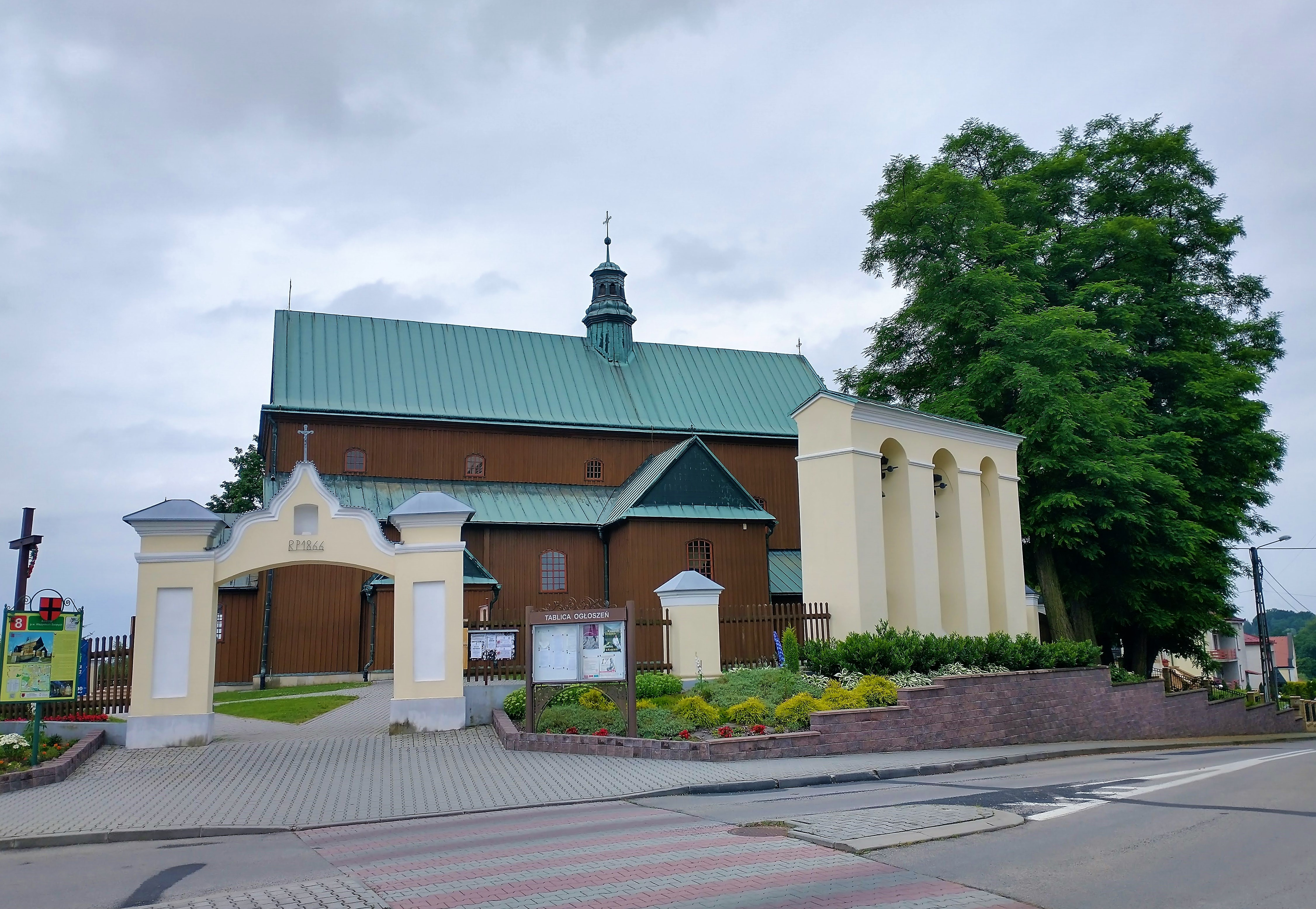
Założenie z bramą i dzwonnicą
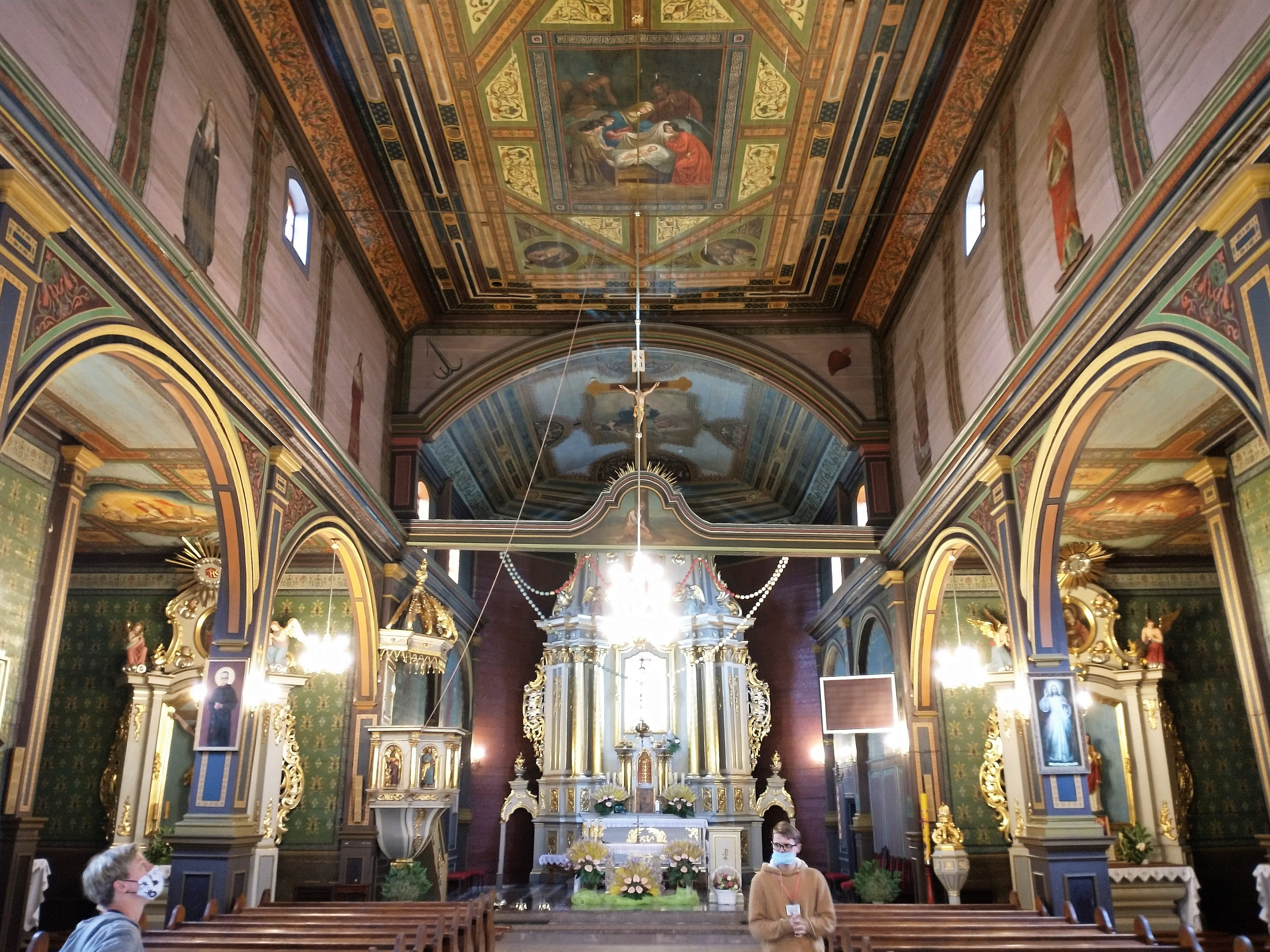
Wnętrze z ołtarzem
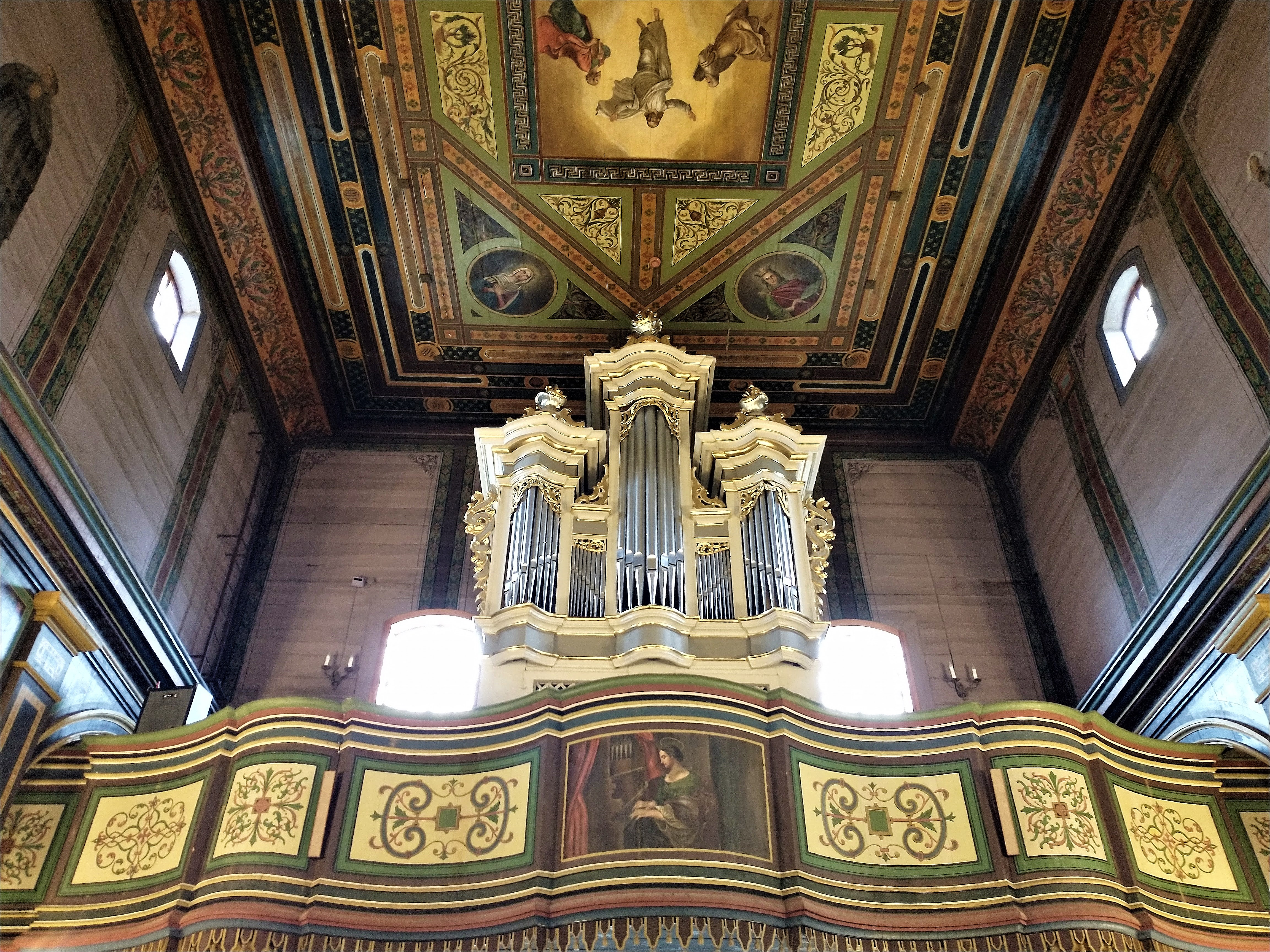
Balkon i organy